# Зураб Жвания
Зураб Жвания е грузински политик – министър-председател, председател на парламента, министър без портфейл.
Приема премиерския пост на 18 февруари 2004 година и остава на поста си до смъртта си на 3 февруари 2005 година. Той е единственият грузински министър-председател, който е починал, докато е заемал длъжността.

## Ранен живот
Жвания е роден в Тбилиси на 9 декември 1963 година. Баща му е грузинец, докато майка му е от еврейско-арменски произход. През 1985 година завършва Биологическия факултет на Държавния университета в Тбилиси като през 1992 година работи там. През 1993 година се жени за Нино Кадагидзе, която притежава книжарница с книги на английски език в Тбилиси. Имат 3 деца, син и две дъщери:Бесарион, Елизабет и Анна.

## Кариера
През 1988 Жвания влиза в националната политика. Между 1988 и 1990 година Зураб Жвания е председател на Зелената партия на Грузия, която е една от основните опозиционни партии тогава, целящи независимост на страната.
През септември 1991 година неговата партия се присъединява към опозицията на първия пост-съветски президент на Грузия-Звиад Гамсахурдия. Насилственото сваляне на Гамсахурдия през 1992 година води до идването на власт на Едуард Шеварднадзе, който е бивш съветски външен министър. Той създава Съюз на гражданите на Грузия, за да предостави умерено дясно-центристко обединение.
Жвания се присъединява към съюза през 1992 година като през същата година се присъединява и към парламента на Грузия.
През 1993 година Жвания става генерален секретар на партията на Шеверднадзе, а на 25 ноември 1995 година след победата на партията на изборите, той е избран за председател на грузинския парламент.
Въпреки това на 1 ноември 2001 година поради корупционен скандал, Жвания заедно с Шеверднадзе подават оставка. След скандалите Жвания напуска партията на Шеверднадзе и през 2002 година създава и председателства нова партия, наречена Обединени Демократи.

## Избори през ноември
Парламентарните избори от 2 ноември 2003 година били остро осъдени от местни и международни наблюдатели поради сериозното им манипулиране от правителството. В отговор, Жвания и други опозиционни фигури призовават за масови протести срещи Шеверднадзе. Следват близо две седмици масови протести из цялата страна, които принуждават Шеверднадзе да подаде оставка на 23 ноември.
Той бе заменен временно от председателя на парламента Нино Бурджанадзе. Самият Жвания става министър в преходното правителство преди президентските избори, проведени на 4 януари 2004 година, които са спечелени от Саакашвили.

## Министър-председател
През февруари 2004 година с предложение на президента Саакашвили Жвания е избран за министър-председател на Грузия.
С идването си той назначава екип от 15 души, чиято средна възраст е 35 години. С кабинета си Жвания се смята за умерен политик, което е тотална противоположност с радикалните действия на президента Саакашвили. Също така Жвания е ключова фигура в преговорите със сепаратистките републики Абхазия и Южна Осетия.
Спорна е ролята на Жвания по време на приватизацията в Грузия като той поема всички окончателни решения, докато министрите на икономиката бяха сменени три пъти за две години. Също така Експерти разкритикуваха ролята на Жвания в продажбата на пристанището на Батуми и на 16 кораба на грузинския черноморски флот.

## Гибел

### Обстоятелства
Жвания умира на 3 февруари 2005 година, като се счита, че е бил отровен с въглероден окис. Той е бил в апартамент под наем с Раул Юсупов, който е заместник областен управител на грузинската област Картили. Юсупов също умира.
Властите го намират в къщата, след като в продължение на няколко часа не е имало и следа от него. Намират го мъртъв в кресло, докато Юсупов е открит в кухнята. Подробна информация за инцидента все още не се разгласява, въпреки че длъжностни лица казват, че има газ, захранващ отоплителната система в главната зала на къщата.
Веднага след инцидента по телевизия Рустави 2 грузинският вътрешен министър Вано Мерабишвили заявява, че няма причина смъртта на Жвания да е причинена умишлено. При обстоен преглед на телата се потвърждава тезата за отравяне с въглероден окис. Има сведения за сериозни технически нарушения, при които се установява, че газови нагреватели са били монтирани без наличието на вентилация.
Въпреки това, членовете на семейството на Жвания поставят под съмнение официалната версия за смъртта му, като заявяват, че са сигурни, че той е бил убит. През март 2006 година в интервю с бившия президент Едуард Шеварднадзе, той заявява, че според него Жвания е бил убит.
В изказване на Иракли Окруашвили пред Имеди TV той твърди, че тялото на Жвания е преместено в къщата, но заявява, че няма да разкрие повече информация.

## Резултат
На извънредно заседание на кабинета президентът Михаил Саакашвили казва: ”Грузия загуби голям родолюбец, който е посветил целия си живот служейки на родината. Смъртта на Зураб е удар както за Грузия, така и за мен лично. Загубих много близък приятел, направил много за страната си. Искам да призова всички да бъдат силни, защото няма по-голяма отговорност от вярната служба на нашата страна и нашия народ.”